# Batis (zangvogels)
Batis is een geslacht van zangvogels uit de familie Platysteiridae (lelvliegenvangers). De vogels uit dit geslacht lijken op vliegenvangers maar ze zijn niet verwant aan de in Europa en Azië voorkomende vliegenvangers, want deze Afrikaanse soorten behoren tot een andere superfamilie (Corvoidea).

## Soorten
Het geslacht bevat de volgende soorten:
- Batis capensis  – Bruinflankvliegenvanger
- Batis crypta  – Donkere kortstaartvliegenvanger
- Batis dimorpha  –  Malawivliegenvanger
- Batis diops  – Ruwenzorivliegenvanger
- Batis erlangeri  – Westelijke savannevliegenvanger
- Batis fratrum  – Woodwards vliegenvanger
- Batis ituriensis  – Iturivliegenvanger
- Batis margaritae  – Boultons vliegenvanger
- Batis minima  – Gabonvliegenvanger
- Batis minor  – Oostelijke savannevliegenvanger
- Batis minulla  – Angolavliegenvanger
- Batis mixta  – Kortstaartvliegenvanger
- Batis molitor  – Witflankvliegenvanger
- Batis occulta  – Nimbavliegenvanger
- Batis orientalis  – Doornvliegenvanger
- Batis perkeo  – Kleine doornvliegenvanger
- Batis poensis  – Biokovliegenvanger
- Batis pririt  – Priritvliegenvanger
- Batis senegalensis  – Senegalese vliegenvanger
- Batis soror  – Acaciavliegenvanger